# Microsoft Exchange Server
Exchange е сървърна имейл програма на Microsoft, с която се създава, организира и управлява електронна поща.
Тя може да се използва за многообразни задачи в инфраструктури с продукти на Microsoft и е подходяща за всякаква големина на мрежи. Примерно може да се изгради и поддържа интранет, да се управлява и филтрира електронна поща, да се създават времеви планове, да се водят дискусии и т.н.